# العر (يريم)

تعديل مصدري - تعديل

العر هي إحدى قرى عزلة عبيدة بمديرية يريم التابعة لمحافظة إب، بلغ تعداد سكانها 421 نسمة حسب تعداد اليمن لعام 2004.